# Джанет Лі
Джа́нет Лі (англ. Janet Leigh, при народженні Джинетт Гелен Моррісон (англ. Jeanette Helen Morrison); 6 червня 1927 — 3 жовтня 2004) — американська акторка, співачка та письменниця. Номінантка премії «Оскар», володарка «Золотого глобусу» за роль Меріон Крейн у трилері Алфреда Гічкока «Психо» (1960).

## Вибрана фільмографія
- 1956 — Сафарі / Safari — Лінда Летем
- 1958 — Дотик зла / Touch of Evil — Сьюзан Варгас
- 1958 — Вікінги / The Vikings — Моргана
- 1960 — Психо / Psycho — Меріон Крейн
- 1962 — Маньчжурський кандидат / The Manchurian Candidate — Ежені Роуз Чейні
- 1980 — Туман / The Fog — Кеті Вільямс
- 1998 — Хелловін: 20 років потому / Halloween H20: 20 Years Later — Норма